# Yaşar Bilgin
Yaşar Bilgin (Mersin, 1950. április 12.) török-német politikus és orvos.  A kardiológia professzora, és a Török-Német Egészségügyi Alapítvány (Türkisch-Deutschen Gesundheitsstiftung e.V.) alapító tagja és elnöke.

## Munkássága
Bilgin mind Törökországban, mind Németországban tanult orvostudományt. 1970-ben kezdte meg tanulmányait az Isztambuli Egyetemen, és 1979-ben fejezte be a németországi Justus Liebig Egyetemen Gießenben, ahol filozófiát is tanult. 1986 és 1989 között Louisville-ben (Kentucky) tartózkodott a szívátültetés területén végzett tudományos munka miatt. Gießenbe visszatérve elismerték belgyógyász és kardiológiai szakemberi végzettségét. 1996 óta vezető orvosként dolgozik a Justus Liebig Egyetem Belgyógyászati Központjában. 2015 óta a Gießeni Egyetemi Kórház Interkulturális Orvosi Klinikájának vezetője. Bilgin 1991-ben habilitált az Isztambuli Egyetemen, majd 1997-ben a Çanakkalei Egyetem a kardiológia professzorává nevezte ki.
2009-ben a CDU listáján indult az európai parlamenti választáson, de nem szerzett mandátumot.
A török és a német médiának nyilatkozó Bilgin olyan prominens személyiségek orvosa volt, mint Turgut Özal és felesége, Semra Özal, Süleyman Demirel, Alparslan Türkeş, Muhsin Yazıcıoğlu és Ismet Sezgin.
1988 óta a Török-Német Egészségügyi Alapítvány elnöke, az első alapítvány, amely a Németországban élő török emberek érdekeivel foglalkozik. 1992 óta a Török Állampolgárok Tanácsának elnöke, amelynek mintegy 2 500 török egyesület tagja Németországban, és tagja a Szövetségi Belügyminisztérium Rasszizmus Elleni Fórumának. Tagja a német integrációs csúcstalálkozónak is. 2002 óta Bilgin a CDU Hessen végrehajtó bizottságának tagja és az Avicenna-Award-Association elnöke.

## Fordítás
- Ez a szócikk részben vagy egészben  a   Yaşar Bilgin című német Wikipédia-szócikk ezen változatának fordításán alapul.  Az eredeti cikk szerkesztőit annak laptörténete sorolja fel. Ez a jelzés csupán a megfogalmazás eredetét és a szerzői jogokat jelzi, nem szolgál a cikkben szereplő információk forrásmegjelöléseként.